# Tesshō Genda
Tesshō Genda (玄田 哲章 Genda Tesshō?) es un seiyū nacido en la Prefectura de Okayama, Japón el 20 de mayo de 1948. Él es empleado de la firma de talentos 81 Produce. Cuando él debutó, utilizó su nombre verdadero, Mitsuo Yokoi (横居 光雄 Yokoi Mitsuo?). Como tenía experiencia en el ballet, fue conocido por el apodo de "Pirouette Genda."

## Roles interpretados

### Anime
- 21-emon (Scanray)
- The Adventures of Peter Pan (Alf)
- Agatha Christie's Great Detectives Poirot and Marple (Kelvin)
- Angel Heart (Umibozu/Falcon)
- Arslan Senki: Fūjin Ranbu (Toktomish)
- AWOL: Absent Without Leave (Jim Hyatt)
- Ayakashi Triangle (Shirogane)
- The Big O (Dan Dastun)
- Brave Raideen (God Raideen, Danny Amagai)
- Chōdenji Machine Voltes V (Daijirou Gou)
- Chōmashin Eiyūden Wataru (Ryūjinmaru)
- City Hunter (Umibouzu: Hayato Ishūin, Falcon)
- Cooking Papa (Ichimi Araiwa)
- Cowboy Bebop (Domino Walker)
- Crayon Shin-chan (Action Kamen)
- Cybersix (Lucas)
- Cyborg 009 (personajes no listados)
- Darling in the Franxx (Papa/Presidente)
- Death Parade (Oculus)
- Dogtanian and the Three Muskehounds (Porthos)
- Dokaben (Masami Iwaki)
- Dr. Slump: Arale-chan (Suppaman)
- Dragon Ball (Shū)
- Dragon, Ie wo Kau. (Letty's father)
- Dumbbell Nan-Kilo Moteru? (Barnold Shortisnator, narrador)
- Entaku no Kishi Monogatari Moero Arthur (Lancelot)
- Fairy Tail (Warrod Sequen)
- Haré+Guu (Boar)
- Hyakujūō Golion (Tsuyoshi Seidō)
- Great Teacher Onizuka (Kouichi Igarashi)
- Highschool! Kimen-gumi (Reietsu Gō)
- Honō no Dōkyūji: Dodge Danpei (Tamajūrō Ichigeki)
- Ippatsu Kikijō (Narrador)
- Joker Game (Coronel Mutō)
- Kaiju No. 8 (Isao Shinomiya)
- Kakyūsei (Elf edition) (Sadaoka)
- Konjiki no Gash Bell!! (Professor D'Artagnan)
- Kyokai no Rinne (Narrador)
- Mahoromatic (Yūichirō Konoe)
- Magic Knight Rayearth (Selece)
- Mashin Eiyūden Wataru (Ryūjinmaru, Ryūōmaru)
- Mashin Eiyūden Wataru 2 (Shinsei Ryūjinmaru, Ryūseimaru)
- Meimon! Daisan Yakyūbu (Takeshi Kaidō)
- Midori no Makibaō (Cascade)
- Mirai Keisatsu Urashiman (Stinger Wolf)
- Miyuki (Torao Nakata)
- Mobile Suit Gundam (Slegger Law, Reed)
- Mobile Suit Gundam ZZ (Gemon Bajakku, Desert Rommel)
- Mobile Suit Gundam 0083: Stardust Memory (Kelly Layzner)
- Nanatsu no Taizai: Fundo no Shinpan (Rey Demonio)
- Nangoku Shōnen Papuwa-kun (Itō-kun)
- Naruto (Kurama the Kyūbi)
- One Piece (Kaido, ep. 739-)
- One Punch-Man (Bofoi/Metal Knight)
- Parasol Henbē (Gorita)
- Rave (Rey)
- Saint Seiya (Aldebarán de Tauro)
- Sangatsu no Lion (Takanori Jingūji)
- Science Ninja Team Gatchaman (Personajes Galactor)
- Seto no Hanayome (Runa's Father)
- Shōwa Aho Sōshi Akanuke Ichiban! (Hikarikin)
- Seisho Monogatari (Moisés)
- Shin Mazinger Shōgeki! Z hen (Narrador, Cross)
- Smile PreCure! (Pierrot)
- Summer Time Rendering (Alan Kofune)
- Sword Art Online II (Thor)
- T.P. Pon (Geira)
- Tōpai Densetsu Akagi (Yasuoka)
- Taboo Tattoo (Colonel Sanders)
- Tatakae! Chō Robot Seimeitai Transformer 2010 (Convoy)
- Tengen Toppa Gurren-Lagann (Chief Shak)
- Tentō Mushi no Uta (Jeff)
- Transformers (Convoy/Optimus Prime, Omega Supreme)
- Tranformers Galaxy Force (Primus)
- Tranformers Super Link (Primus)
- Uchū Senshi Baldios (Raita Hokuto)
- Uchū Taitei God Sigma (Kensaku Yoshinaga)
- Ultraman Mebius (Yapool)
- Urusei Yatsura (Rei)
- The Vision of Escaflowne (Balgus)
- Warau Salesman New (Fukuzō Moguro)
- Wolf's Rain (Sea Walrus)
- The Wonderful Adventures of Nils (Golgo)
- Yakitate!! Japan (Tsuyoshi Mokoyama)
- Yōjo Senki (Kurt von Rudersdorf)
- Yoroshiku Megadoc (Kiyoshi Noro)
- Yuki no Jōō (Viromu)
- Yu Yu Hakusho (Younger Toguro (Ototo))
- Z.O.E Dolores,i (James Lynx)

### OVA
- Bastard!! Destructive God of Darkness (Gara)
- Blazing Transfer Student (Saburō Ibuki)
- Blue Seed Beyond (Martin Tachibana)
- Cyber City Oedo 808 (Gabimaru ‘Google’ Rikiya)
- Dallos (Doc McCoy)
- Dokyusei (Master)
- Dragon Century (Sgt. Sagara)
- Golgo 13: Queen Bee (Golgo 13)
- Gosenzo-sama Banbanzai (Fumiaki Muroto)
- Konpeki no Kantai (Kurara Ōishi)
- Kyokujitsu Kantai (Kurara Ōishi)
- Legend of the Galactic Heroes (Karl Gustav Kemp)
- Mashin Eiyūden Wataru: Owarinaki Toki Monogatari (Ryūjinmaru)
- Mobile Suit Gundam: The 08th MS Team (Terry Sanders Jr.)
- Mobile Suit Gundam 0083: Stardust Memory (Kelly Layzner)
- Prefectural Earth Defense Force (Takei Sukekubo)
- RG Veda (Komoku-ten)
- Record of Lodoss War (Jebra)
- Shin Mashin Eiyūden Wataru: Mashinyama-hen (Ryūjinmaru)
- Sohryuden (Saburō Shinkai)
- Sol Bianca (Melanion)
- Tales of Phantasia: The Animation (Mars)
- Ultraman: Super Fighter Legend (Father of Ultra)
- Violence Jack: Harlem Bomber (Violence Jack)
- Ys: Tenkuu no Shinden (Dogi)

### Películas
- Akira (Ryūsaku)
- Bonobono (Higuma no Taishō)
- Eiga Crayon Shin-chan: Dengeki! Buta no Hizume Tasakusen (Kinniku)
- Doraemon: Nobita's Adventure: Adrift in the Universe (Goro Goro)
- Dragon Ball Z: Ginga Giri-Giri!! Butchigiri no sugoi yatsu (Bojack)
- Dragon Ball Z: Fukkatsu no fusion!! Gokū to Vegeta (Janemba)
- Dragon Ball Z: la batalla de los dioses (Shū)
- Ghost in the Shell (Nakamura-buchō)
- Mobile Suit Gundam: The 08th MS Team: Miller's Report (Terry Sanders, Jr)
- Highschool! Kimen-gumi (Reietsu Gō)
- Mobile Suit Gundam: Meguri Ai Uchū-hen (Dozle Zabi)
- Mobile Suit Gundam 0083: Last Blitz of Zeon (Kelly Layzner)
- One Piece: Nejimaki Shima no Bōken (Bear King)
- Pocket Monsters: Mewtwo Strikes Back (Kamex)
- Project A-ko (D the spy)
- Saint Seiya,Kamigami no Atsuki Tatakai (Rung)
- Slayers: The Motion Picture (Joyrock)
- Uchū Senshi Baldios (Raita Hokuto)

Sources:

### Videojuegos
- Ajito 3 (Astro Bomber)
- Atelier Iris 2: The Azoth of Destiny (Hagel)
- Dirge of Cerberus: Final Fantasy VII (Azul)
- Final Fantasy IV DS (Yang Fang Leiden)
- God of War (Kratos)
- Jashin Valvalga  (Raita Hokuto)
- Kessen (Ieyasu Tokugawa)
- Kingdom Hearts II (Tigger)
- Mashin Eiyūden Wataru: Another Step (Ryūjinmaru, Tenshō Ryūjinmaru)
- The Misadventures of Tron Bonne (Teisel Bonne)
- Mobile Suit Gundam: Gihren no Yabo (Slegger Law, Rommel, Kelly Layzner)
- Namco x Capcom (Unknown Soldier 2P, Mike Haggar)
- Onimusha 3 (Tadakatsu Heihachirō Honda)
- Marvel vs. Capcom 2 (Guile)
- Phantom Kingdom (The Top of Jashin Valvalga, Mickey)
- Rockman DASH series (Teisel Bonne)
- Rockman X7 (Soldier Stonekong, Hellride Inobuski)
- SD Gundam G-Generation (Kelly Layzner, Rommel)
- Sengoku Basara (Shingen Takeda)
- Capcom vs. SNK (Zangief)
- Splinter Cell (Sam Fisher)
- Street Fighter EX (Guile)
- Super Robot Wars (Slegger Law, Kelly Layzner, Jirō Gōdai)
- Tales of Destiny (Mighty Kongman)
- Tales of Phantasia (Mars) (Version de PSP)
- Tales of the Abyss (Largo)
- Tengai Makyō III (Taojiriosu)
- Xenoblade (Xord)

### Voice-over japonés
- Akai Megane (Muroto Fumiaki)
- Kamen Rider: Sky Rider (voz de Ōgon Jaguar)
- Mahō Sentai Magiranger (narrador)
- Ninja Sentai Kakuranger (voz de Yōkai Senshi Nue)
- Talkinghead (narrador)

### Radio
- Nijūyoji Kansei Monogatari (Ita-san)

### CD drama
- CD Theater: Dragon Quest I: Daimadō IV: Torneko no Bōken (Torneko)
- Kōei CD Drama Sangokushi (Yokutoku Chōhi)

## VOMIC
- Boku no Hero Academia (All Might)[8]

## Other
- Comerciales de juguetes sentai de Bandai (narrador)
- Domo-kun World (Domo-kun)
- Hitori de Dekiru mon! (Koron, Jaja Maoh)
- NHK's Konna Ko Iru ka na? (narrador durante el segmento de Okaasan to Issho)
- NHK Education's Tensai Bit-kun (narrator)
- Sesame Street (Terry)
- Tanken Roman Sekai Isan (Dr. Roman)
- Yūgata Quintet (Furatto)

## Doblaje
Los papeles están listados en orden alfabético, con el título del show mostrado en italicas y el (nombre del personaje en paréntesis).
- Batman: The Animated Series (Batman/Bruce Wayne)
- Garfield y sus amigos (Garfield)
- Inspector Gadget (Inspector Gadget)
- Looney Tunes (Foghorn Leghorn)
- Perdidos en el espacio (Lost in Space) (Robot)
- The Rescuers (Orville)
- Tarzan (Tantor)
- Toonsylvania (Dr. Igor)
- Winnie the Pooh (Tigger)

## Trivia
- Su tipo de sangre es AB.